# John Watson (trener tenisa)
John Andrew Watson, junior (ur. 1921 w Greenville, zm. 17 lutego 2006 w Richmond) – amerykański trener tenisa, wieloletni wykładowca języków obcych na Virginia Union University w Richmond.

## Kariera zawodowa
W latach 1943–1946 służył w armii amerykańskiej, m.in. pod dowództwem generała George Pattona brał udział w wyzwalaniu Paryża. Studiował na Uniwersytecie Howarda w Waszyngtonie, na Uniwersytecie Paryskim (języki romańskie), na Uniwersytecie Columbia w Nowym Jorku; stopień doktora uzyskał na Katolickim Uniwersytecie Ameryki w Waszyngtonie. Pracował przez kilkadziesiąt lat jako wykładowca języka hiszpańskiego i francuskiego na Virginia Union University w Richmond, prowadził zajęcia także na Uniwersytecie Howarda i Virginia State University w Petersburgu.
Niezależnie od pracy nauczyciela z zaangażowaniem organizował na Virginia Union University życie tenisowe. Jako zawodnik startował w lokalnych imprezach seniorskich organizowanych przez American Tennis Association (ATA, najstarszą afroamerykańską organizację sportową), pełnił funkcję wiceprezydenta ATA oraz prezydenta Richmond Racquet Club. Drużynę uczelnianą trenował przez 47 lat. Jego najsłynniejszym wychowankiem był przyszły mistrz Wimbledonu, Arthur Ashe, który pod kierunkiem Watsona ćwiczył od 9. do 15. roku życia.